# Gianna Dior
Gianna Dior (Andalusia, Alabama; 12 de mayo de 1997) es una actriz pornográfica y modelo erótica estadounidense.

## Biografía
Natural de la ciudad de Andalusia, ubicada en el Condado de Covington, estado de Alabama, Dior nació en mayo de 1997 en una familia de militares con ascendencia italiana y nativoamericana. Tras acabar sus estudios de secundaria, se marchó a la Universidad de Auburn, donde cursó estudios de Psicología. En su tiempo libre llegó a trabajar en un restaurante de sushi así como de recepcionista en un oftalmólogo.
Fue encontrada por un agente de la industria a través de la popular aplicación de Tinder, quien la invitó a Miami para comenzar su carrera como actriz pornográfica. Debutó como tal en mayo de 2018, a los 21 años de edad.
Como actriz, ha trabajado para estudios como Bangbros, Wicked, Blacked, Brazzers, Girlsway, Mofos, New Sensations, Reality Kings, Evil Angel, Pure Taboo, 3rd Degree, Girlfriends Films, Vixen, Digital Playground, Zero Tolerance o Deeper, entre otros.
Tras su primer mes de carrera, donde grabó 12 escenas, decidió cambiar de agente, siendo contactada por Mark Splieger, director de la agencia Spiegler Girls.
En septiembre de 2018, fue elegida Penthouse Pet de la revista Penthouse. Meses después sería nombrada, por la misma, Pet of the Year para 2019.
Junto con Athena Faris fue elegida como la Trophy Girls de la trigésimo sexta gala de los Premios AVN, celebrada en enero de 2019. En esa misma edición, fue nominada por primera vez en los AVN en la categoría de Mejor escena de trío Mujer-Hombre-Mujer, junto a Aidra Fox y Tony Rubino, por Mediating Threesome.
En 2020 recibió sendas nominaciones en los Premios AVN y los XBIZ a la Mejor actriz revelación, resultando ganadora en los primeros.
Hasta la actualidad ha rodado 710 películas como actriz.

## Polémica
El martes 12 de octubre de 2021, la actriz pornográfica Emily Willis presentó una demanda por difamación contra Dior y Adria Rae, a las que acusó por publicar en sus perfiles de Twitter información sensible contra su persona, así como por "publicar mentiras de manera imprudente y maliciosa". La demanda, presentada en la Corte Superior de Los Ángeles, alegó que los tuits en cuestión "tenían la intención de dañar directamente la reputación profesional, el carácter, el comercio y los negocios de [Willis]" y que Dior y Rae, junto con otros 10 acusados también nombrados en la demanda, actuaron de manera "deliberada, maliciosa, opresiva y despreciable con el pleno conocimiento del efecto adverso de sus acciones" para atacar a Willis.
El origen de la cuestión se remonta al 27 de agosto de ese año, cuando Dior comenzó a atacar a Willis en Twitter insinuando que la artista había participado en un supuesto vídeo en el que mantenía relaciones sexuales con un can, en un supuesto caso de zoofilia. Posteriormente, en septiembre, Willis afirmó que Rae se unió a la supuesta difamación tras salir al paso de Dior y acusarla en un tuit el 22 de septiembre. Willis pidió a la fiscalía una multa de cinco millones de dólares por daños profesionales y personales, así como daño a su reputación.

## Premios y nominaciones
| Año  | Ceremonia    | Resultado | Premio                                               | Trabajo                               |
| ---- | ------------ | --------- | ---------------------------------------------------- | ------------------------------------- |
| 2019 | Premios AVN  | Nominada  | Mejor escena de trío M-H-M                           | Mediating Threesome                   |
| 2019 | Premios XRCO | Nominada  | Teen Dream                                           | —                                     |
| 2020 | Premios AVN  | Ganadora  | Mejor actriz revelación                              | —                                     |
| 2020 | Premios AVN  | Nominada  | Mejor escena de blowbang                             | Gianna's First Blowbang               |
| 2020 | Premios AVN  | Ganadora  | Mejor escena de sexo chico/chica                     | Relentless                            |
| 2020 | Premios AVN  | Nominada  | Mejor escena de sexo en grupo                        | Perspective                           |
| 2020 | Premios AVN  | Nominada  | Mejor escena de sexo lésbico                         | Lesbian Revenge                       |
| 2020 | Premios AVN  | Nominada  | Mejor escena de sexo lésbico en grupo                | R&B Diva                              |
| 2020 | Premios AVN  | Nominada  | Mejor escena de sexo oral                            | Gianna Dior Tricks                    |
| 2020 | Premios AVN  | Nominada  | Mejor escena de trío H-M-H                           | Ultimate Fuck Toy: Gianna Dior        |
| 2020 | Premios AVN  | Nominada  | Mejor escena de trío M-H-M                           | Slut Puppies 14                       |
| 2020 | Premios AVN  | Nominada  | Mejor escena de sexo POV de sexo                     | Mofos Lab 3                           |
| 2020 | Premios XBIZ | Nominada  | Mejor actriz revelación                              | —                                     |
| 2020 | Premios XBIZ | Nominada  | Mejor escena de sexo en película de temática erótica | Adelaide                              |
| 2021 | Premios AVN  | Nominada  | Artista femenina del año                             | —                                     |
| 2021 | Premios AVN  | Nominada  | Mejor escena de sexo anal                            | Gianna Dior's First Anal              |
| 2021 | Premios AVN  | Nominada  | Mejor escena de sexo lésbico en grupo                | Girlcore: The Compete Second Season   |
| 2021 | Premios AVN  | Nominada  | Mejor escena POV de sexo                             | Manuel's Fucking POV 13               |
| 2021 | Premios AVN  | Ganadora  | Mejor escena de sexo oral                            | Gianna Dior: Blowjob With Eye Contact |
| 2021 | Premios AVN  | Nominada  | Mejor escena de trío H-M-H                           | Join Me for a Threesome 4             |
| 2021 | Premios AVN  | Nominada  | Mejor escena de trío M-H-M                           | Muse                                  |
| 2021 | Premios XBIZ | Nominada  | Artista femenina del año                             | —                                     |
| 2021 | Premios XBIZ | Nominada  | Mejor escena de sexo en película protagonista        | The Audition                          |
| 2021 | Premios XBIZ | Nominada  | Mejor escena de sexo en película protagonista        | Muse                                  |
| 2022 | Premios AVN  | Ganadora  | Artista femenina del año                             | —                                     |
| 2022 | Premios AVN  | Nominada  | Mejor actriz                                         | Psychosexual                          |
| 2022 | Premios AVN  | Ganadora  | Mejor escena de sexo anal                            | Psychosexual                          |
| 2022 | Premios AVN  | Ganadora  | Mejor escena de sexo chico/chica                     | Psychosexual                          |
| 2022 | Premios AVN  | Nominada  | Mejor escena de sexo lésbico                         | Digital Flesh 2                       |
| 2022 | Premios AVN  | Nominada  | Mejor escena de sexo oral                            | Swallowed 44                          |
| 2022 | Premios AVN  | Ganadora  | Mejor escena de trío H-M-H                           | Psychosexual                          |
| 2022 | Premios XBIZ | Nominada  | Artista femenina del año                             | —                                     |
| 2022 | Premios XBIZ | Nominada  | Mejor actuación protagonista                         | Psychosexual                          |
| 2022 | Premios XBIZ | Nominada  | Mejor escena de sexo en película performance         | Psychosexual                          |
| 2022 | Premios XBIZ | Nominada  | Mejor escena de sexo en película de temática erótica | Psychosexual                          |
| 2022 | Premios XBIZ | Nominada  | Mejor escena de sexo en película vignette            | Heavenly Radio                        |
| 2023 | Premios AVN  | Nominada  | Aparición mainstream del año                         | —                                     |
| 2023 | Premios AVN  | Nominada  | Artista femenina del año                             | —                                     |
| 2023 | Premios AVN  | Nominada  | Mejor escena de sexo chico/chica                     | Ricky's Room                          |
| 2023 | Premios AVN  | Nominada  | Mejor escena de sexo en grupo                        | Climax 2                              |
| 2023 | Premios AVN  | Ganadora  | Mejor escena de sexo lésbico                         | Heat Wave                             |
| 2023 | Premios AVN  | Nominada  | Mejor escena de sexo lésbico en grupo                | Physical                              |
| 2023 | Premios AVN  | Ganadora  | Mejor escena de sexo lésbico en grupo                | Close Up                              |
| 2023 | Premios AVN  | Ganadora  | Mejor escena de trío H-M-H                           | Gianna 4 You                          |
| 2023 | Premios AVN  | Nominada  | Mejor escena de trío M-H-M                           | Up to and Including Her Limits 2      |
| 2023 | Premios XBIZ | Nominada  | Artista femenina del año                             | —                                     |
| 2023 | Premios XBIZ | Nominada  | Mejor escena de sexo en película protagonista        | Climax 2                              |
| 2023 | Premios XBIZ | Nominada  | Mejor escena de sexo en película protagonista        | Torn                                  |
| 2023 | Premios XBIZ | Nominada  | Mejor escena de sexo en realidad virtual             | The Bodyguard                         |
| 2024 | Premios AVN  | Ganadora  | Mejor escena de sexo en grupo                        | Blacked Raw V70                       |
| 2024 | Premios AVN  | Nominada  | Mejor escena de trío                                 | The Mechanic's Messy Wife             |
| 2024 | Premios XBIZ | Nominada  | Artista femenina del año                             | —                                     |
| 2024 | Premios XBIZ | Nominada  | Mejor escena de sexo en película performance         | Lexington Steele: The Connoisseur 2   |
| 2025 | Premios XMA  | Nominada  | Mejor escena de sexo en orgía o grupal               | Bellesa's All Star Party              |